# Ocupação da Albânia pela Bulgária
A ocupação búlgara da Albânia se refere à ocupação da Albânia pelo exército do Reino da Bulgária durante a Primeira Guerra Mundial, que durou de 10 de dezembro de 1915, quando o exército búlgaro cruzou o rio Drin e entrou na Albânia,  até 9 de setembro de 1917, quando as tropas francesas capturaram Pogradec do exército búlgaro. 

## Antecedentes
Durante a Primeira Guerra Mundial o território albanês foi fragmentado por vários países que ocuparam várias partes da Albânia. O Reino da Bulgária usou seu exército para ocupar a parte oriental da Albânia.  Após o início do envolvimento da Bulgária na Primeira Guerra Mundial ao lado das Potências Centrais, no outono de 1915, muitos de etnia albanesa juntaram-se aos búlgaros que lhes forneceram armas. Entre eles estava Sali Butka (em albanês:  Sali Butkës), líder da guerrilha albanesa no sul,  Hysejn Nikolica e Themistokli Gërmenji (até dezembro de 1916).

## Eventos
Em 10 de dezembro de 1915, o exército búlgaro cruzou o rio Drin, entrou na Albânia, e atacou as posições do exército sérvio.  No mesmo dia, perto de Debar, o exército búlgaro invadiu o vale do Rio Mat, ameaçando capturar Shkodër e Lezhë.
Uma companhia do vigésimo terceiro regimento de infantaria do exército búlgaro sob o comando do capitão Serafimov ocupou Elbasan em 29 de janeiro de 1916. 
Havia uma rivalidade entre o Reino da Bulgária e a Áustria-Hungria em estabelecer sua influência na Albânia.   Na tentativa de estabelecer a sua influência na Albânia, a Bulgária permitiu que Ahmed Zogu estabelecesse seu governo em Elbasan e apoiou-o em suas tentativas de ressuscitar o suporte para o regime de Guilherme de Wied.  A dupla invasão pela Áustria-Hungria e pelo Reino da Bulgária e a falta de apoio do Reino da Sérvia ou da Itália obrigou Essad Pasha Toptani a sair da República da Albânia Central em 24 de fevereiro de 1916, quando novamente declarou uma guerra contra a Áustria-Hungria. 
Em março de 1916, o exército da Áustria-Hungria assumiu o controle de Elbassan  do exército búlgaro, que, em seguida, dirigiu-se para Berat. A Bulgária teve a ideia de persuadir os líderes albaneses a eleger o Príncipe Kiril, segundo filho de Fernando I da Bulgária, para tornar-se o seu rei (mbret).  Em 18 de agosto de 1916, o exército búlgaro, provavelmente tentando unir forças com os austríacos na Albânia, realizou um ataque combinado ao exército italiano, expandindo o território ocupado até a guarnição de Korçë expulsando os gregos desse território.  Sali Butka, líder da guerrilha albanesa no sul, que se juntou aos exércitos invasores da Áustria-Hungria e Bulgária, incendiou Voskopojë, perto Korçë, em 16 de outubro de 1916.  Na época, o exército búlgaro mantinha Pogradec sob ocupação, em conjunto com o exército da Áustria-Hungria.  Após o exército italiano fazer seu percurso através de Epiro do Norte, e depois da ocupação do exército francês a Korçë, ficou anunciado (em 25 de outubro de 1916) que os Aliados estavam em contato.  Em setembro de 1917, o general Maurice Sarrail empreendeu uma ação contra os exércitos da Áustria-Hungria e da Bulgária na Albânia, e em 9 de setembro, as tropas francesas capturaram Pogradec.  Juntamente com os exércitos da Bulgária e da Áustria-Hungria, havia albaneses, liderados por Hysejn Nikolica, lutando contra as tropas francesas na captura de Pogradec. 